# 北奥耕一郎
北奥 耕一郎（きたおく こういちろう、1947年8月5日 - ）は、日本の写真家。（社）日本写真家協会会員。京都市観光大使。NHK京都文化センター講師。株式会社フリージュ代表取締役。京都府京都市出身。
1971年、立命館大学法学部卒業後、美術印刷会社勤務を経て独立。
2004年、文化庁が派遣する「芸術家特別研修員」に任命され、アメリカ合衆国へ研究派遣される。研究対象は、世界最新のデジタルプリント技術。
2007年、第11回京都現代写真作家展実行委員。

## 主な受賞歴
- 二科展入選（1977年）
- 関西二科賞受賞（1978年）
- 第6回京都現代写真作家展大賞（1997年）
- 第31回京都写真芸術展協会賞（2001年）
- 第8回京都現代写真作家展準大賞（2001年）

## 主な著作
- 写真集「京の四季」（毎日新聞社、共著、1977年）
- 写真集「続・京の四季」（毎日新聞社、共著、1978年）
- 写真集「大和路の四季」（毎日新聞社、共著、1979年）
- 「旅行作家がすすめる好きな宿」（日地出版、共著、1996年）
- 写真集「京艶」（淡交社、2002年）
- 「京都うたものがたり」（ウェッジ、文・水原紫苑 写真・北奥耕一郎、2003年）